# Harry Eugene Stanley
Harry Eugene Stanley (Oklahoma City, 28 de março de 1941) é um físico estadunidense.